# Dekadencija
Dekadencija (iz francuskoga jezika: décadence; (Latinski jezik: de- „od“, cadere „pasti“) opisuje stanje opadanja kulture.
Pojam podrazumijeva postojanje objektivno boljega ili poželjnijega stanja u društvu ili kulturi.  Dekadencija je društveno i kulturno stanje koje karakterizira propadanje, truljenje, iza koga najčešće slijedi rađanje nove društveno-ekonomske formacije. Mnoge teorije o društvu smatraju da samo društvo nosi u sebi određene strukturalne činioce koji djeluju na njegov razvoj i rast, ali istovremeno i mogućnost njegovog propadanja poslije perioda uspona i zrelosti. Dekadencija se kao pojam uvijek promatra kroz povijest, a zatim kroz jezičku upotrebu. Ona se različito tumači i definira. To se odnosi na vrijeme i mjesto u kojem se dekadencija manifestira kao pojava. Kao pojam, dekadencija zahtjeva duboko promišljanje i stavljanje u jedan kontekst iz kojeg se izdvaja kao proces ili stanje. Dekadenciju karakterizira odstupanje od već usvojenih normativa načina života, a kao takvu susrećemo je u filozofiji, književnosti, sociologiji i umjetnosti. Ona ima svoje pozitivne i negativne karakteristike koje je neophodno determinirati.
Pozitivne karakteristike dekadencije:
- Otvara nove i šire poglede na svijet.
- Daje prostor novom načinu razmišljanja.
- Zatvara učmale krugove i kreira nove otvorenije.
- Svijet čini naprednijim mjestom za život.
- Eliminira svaki oblik predrasude.

Negativne karakteristike dekadencije:
- Postupno i postepeno propadanje pojedinca, organizacije, kulture, društva ili civilizacije izazvano nekom promjenom ili pretjeranom uživanju u luksuzu.
- Gubitak nekadašnjih moralnih i elementarnih načela.
- Opadanje neke konstante društva.
- Promjena mišljenja i načina života koji odstupaju od već ustaljenih moralnih normi življenja i ponašanja.
- Pad vladavine, odnosno raspad carstva.
- Nazadovanje društvene zajednice.
- Poricanje vrijednosti koje je čovjek izgradio.
- Gubitak vjere u Boga, sebe i ljude.
- Odstupanje od vjerozakona i šikaniranje religije podupirući sekularizam.

## Jezično korištenje
U sadašnjim korištenju pojam dekadencija se u velikoj mjeri izjednačava s pojmom dekadentnoga ponašanja ili  oholnosti, pohlepe i »razbacivanja« ili svega prekomjernoga u smislu društveno štetnog odstupanja od prirodnog i uobičajenog načina života. 
Često se pojam kritički primjenjuje na ponašanje ljudi koji bi trebali imati ulogu uzora, odnosno osobe u javnom životu, medijske zvijezde, itd. Noviji supojam dekadencije je dekadencija ljudskosti, a koji označava opadanje (propadanje) ljudskih vrijednosti ili pad humanosti kod čovjeka kao humanog bića (Alen Albinović).

## Povijest
U teološkim shvaćanjima ranih kršćanskih povjesničara, njihovih srednjovjekovnih sljedbenika i potonjih nasljednika (J. B. Bossuet) dekadencija se tumači kao neopoziva kazna Božja. Za filozofe napretka i univerzalnog prava (Jean Bodin, Charles-Louis de Secondat Montesquieu, Anne Robert Jacques Turgot, Immanuel Kant, Nicolas de Condorcet,Auguste Comte) razdoblja su dekadencije tek slučajan otklon od neizbježivoga napretka. Od Ibn Haldun, David Humea i osobito, Oswald Spenglera dekadencija je dio povijesnog procesa cikličkog uspona i pada, odn. rađanja, rasta, zrelosti i smrti. Prema utilitarističkim shvaćanjima dva su glavna razloga dekadencije: funkcionalna slabost i neadekvatno vodstvo. Prvi znači opadanje funkcionalne djelotvornosti (primjerice, političko slabljenje Španjolske u XVII. st.), a drugi srozavanje nekog poretka vladavine (slabljenje monarhije u korist demokracije). Za one koji vjeruju u trajnu vrijednost ustanovljenih normi, svako odstupanje od tradicije implicira stanje dekadencije. Za fundamentaliste i privrženike autoritarizma svako je novo misaono traganje znak dekadencije.
Dekadenciju najprije treba promatrati kroz prizmu historijskog aspekta. Pad ili napredak jedne civilizacije se uvijek pripisuje njenim velikim promjenama u određenom prostornom i vremenskom okviru. Jednostavno, nezamislivo je da civilizacije nisu imale svoj „dekadentni pečat“. Historija je izuzetno važna jer je njena dimenzija u višemilenijskom rasponu zabilježila mnogobrojne promjene, procese i stanja čovjeka i društva općenito. Te promjene su uvijek inicirane ljudskom potrebom za nečim potpuno novim i drugačijim. U 8. stoljeću pr. n. e. u antičkoj Grčkoj dolazi do velikih promjena. Nastupa period velike kolonizacije kada se Grci šire prema zapadnom Sredozemlju, prije svega na Siciliju i južnu Italiju, sjeverne otoke u Egejskom moru i na Crno more. Svaka kolonizacija predstavlja dekadenciju. Međutim, pored kolonizacije, primjer dekadencije u antičkoj Grčkoj je Peloponeski rat do kojeg je došlo zbog rastućeg suparništva između Atene kao pomorske i Sparte kao kopnene sile.  Primjer dekadencije je i posljednja kraljica helenističkog Egipta Kleopatra VII. Filopator. Kleopatra se, zbog svog načina života smatrala dekadentnom ličnošću tog doba. Ona je, zbog vlastitih interesa i sigunosti svoje vladavine bila spremna na sve i to dokazuju mnogobrojni historijski podaci. Iako je bila izuzetno obrazovana, njena mudrost u spašavanju Egipta, načinila ju je preljubnicom i opasnom ženom koja je sa svog trona izdala naredbe o smaknuću mnogih koji su joj stali na put. Tako je uspjela ukloniti oba mlađa brata, Ptolomeja XIII. i XIV. s kojima je zakonski tada bila vjenčana, što je u to vrijeme bila normalna pojava. Vodila se isključivo svojim interesom i nije marila za druge. Imala je čudne rituale, a ostala je upamćena kao kraljica koja se voljela iživljavati nad slabima. Njena propast leži u činjenici da je njen suprug Marko Antonije izgubio pomorsku bitku kod Akcija u rimskom građanskom ratu 31. godine pr. n. e. od Oktavijana koji će godinu kasnije Egipat učiniti rimskom provincijom. Taj događaj i kasnije samoubistvo ponižene Kleopatre VII. Filopator, označit će kraj helenističkih država i doba helenizma. Za primarni antički primjer dekadencije, uvijek se uzima moćno Rimsko carstvo. Historičari su tragali za uzrocima pada Rimskog carstva iz različitih pravaca i s velikim interesom. Tako su nastale teorije o „opadanju i padu“ carstva, odnosno dekadenciji Rimskog carstva. Pristalice ovih teorija, ubjeđeni su da su stari Rimljani lično krivi za propast carstva iz dva raloga, vođenja loše politike i dekadencije vrline predaka.
Srednji vijek je često nazivan i kao Mračno doba. On, također ima refleksije dekadencije. One se ogledaju u totalnom nazadovanju već etabliranih civilizacija i kultura na zapadu, kome su doprinijele velike migracije naroda na tlu Evrope. U 5. stoljeću, kolaps Zapadnog Rimskog carstva je doveo do kaotičnih demografskih, političkih i ekonomskih posljedica, te kulturnog nazadovanja što će dovesti do svrgavanja zapadno-rimskog carstva ukidanjem posljednje antičke filozofske škole. Muslimanska osvajanja sredinom 7. stoljeća, dovela su do kolapsa trgovine na Mediteranu, samim tim i do kolapsa ekonomije, nazadovanja u tehnološkom smislu i društvu općenito. Stalna borba između svjetovnog i duhovnog, navela je Europljane tog doba da počnu uređivati svoj svjetovni život. Kasni srednji vijek, obilježit će mnogobrojni ratovi, bitke, velika glad i dvije bolesti kuga i crna smrt što će dovesti do sveopće dekadencije tadašnjih društava. Početak Prvog svjetskog rata, donijet će novu refleksiju dekadencije u evropskom društvu. Sam povod ratu, teroristički akt Gavrila Principa na austro-ugarskog prijestolonasljednika Franca Ferdinanda i njegovu suprugu Sofiju na Latinskoj ćupriji u Sarajevu 28. juna 1914. godine na Vidovdan je iskonski primjer dekadencije, nazadovanja društva i krajnje destrukcije kulture. Rat će donijeti mnogobrojne žrtve i razaranja društava, počevši od baznih postulata, razaranjem porodica. Ljudski gubici će premašiti broj od 16,5 milijuna, a ozljeđenih će biti više od 21 milijun. Kraj Prvog svjetskog rata obilježio je i kraj novog vijeka.

## U umjetnosti
U studiju umjetnosti dekadencija je općenit naziv za pojave u procesu umjetničkog ili moralnog propadanja. Češće označava skupinu francuskih pjesnika i kritičara okupljenu oko časopisa La Nouvelle Rive gauche i Le Décadent, koja, s osloncem na Charles Baudelairea, oko 1885. programski prihvaća ideju dekadencije i utire put simbolističkoj koncepciji (Arthur Rimbaud, Paul Verlaine, Stéphane Mallarmé), a potom i analogne pojave u drugim europskim književnostima.  Krajem 19. stoljeća, rađa se dekadentni pokret u Francuskoj koji se proširio na Evropu i Sjedinjene Američke Države. On je bio umjetničkog i književnog karaktera. Likovno djelo umjetnice Félicien Rops iz 1878. godine „Pornokratès“ i roman Joris-Karl Huysmans  "Protiv prirode“ iz 1884. godine, primjeri su dekadentnog pokreta. Glorificiranjem i kapitaliziranjem djela „Protiv prirode“, Anatole Baju 1866. godine osniva magazin „Le Décadent“ s ciljem definiranja i organiziranja praćenja kretanja dekadencije. Ovim magazinom, grupa pisaca nije željela samo izbjeći dosadu banalnosti, nego pokušati šokirati, zastrašiti i potkopati očekivanja i već stečene vrijednote društva. Čvrsto su vjerovali da sloboda i kreativno eksperimentisanje čine ljudskost boljom.